# Patsch
Patsch és un municipi del districte d'Innsbruck-Land a l'estat austríac del Tirol localitzat 6.7 km al sud de la ciutat d'Innsbruck, a la base del Patscherkofel. A data de l'1 de gener de 2014 tenia 961 habitants.

## Història
És un dels pobles més antics en la baixa serralada del sud prop de la capital i s'esmenta en documents per primera vegada al voltant 1200 com "Patsche o Pats“.

## Demografia
| Gràfica d'evolució demográfica de Patsch entre 1869 i 2011 |
|                                                            |
| Font ISTAT - elaboració gràfica de Wikipedia               |